# Mustafa Mardanov
Mustafa Hashim oglu Mardanov (en azerí: Mustafa Həşim oğlu Mərdanov; Marand, 10 de marzo de 1894 – Bakú, 28 de diciembre de 1968) fue un actor de cine y de teatro de Azerbaiyán, que obtuvo en 1943 la distinción de Artista del Pueblo de la República Socialista Soviética de Azerbaiyán.

## Biografía
Mustafa Mardanov nació el 10 de marzo de 1894 en la ciudad de Marand en Irán. Cuando era pequeño, su familia se mudó a Tiflis y vivió en esta ciudad hasta 1924.
En 1916 se graduó del gimnasio de Tiflis. Entre 1922 y 1924 estudió en el Instituto ruso de arte teatral. De 1921 a 1922 fue el director del Teatro de Azerbaiyán en Tiflis.
Desde 1924 actuó en el Teatro Académico Estatal de Drama de Azerbaiyán.  Interpretó los roles como Atakishi, Imamverdi en “Sevil” y “En 1905” de Yafar Yabbarlí, Jlestakov “El inspector general” de Nikolái Gógol, Luka “Los bajos fondos” de Máximo Gorki, Polonio “Hamlet” de William Shakespeare.
En 1943 fue galardonado con el título “Artista del pueblo de la RSS de Azerbaiyán”. Desde 1945 fue miembro del Partido Comunista de la Unión Soviética.
Mustafa Mardanov falleció el 28 de diciembre de 1968 en Bakú y fue enterrado en el Callejón de Honor.

## Filmografía
- 1925 – “Bismillah”
- 1926 – “En diferentes bancos”
- 1929 – “Sevil”
- 1929 – “Haji Gara”[4]
- 1930 – “Latif”
- 1938 – “Gente de Bakú”
- 1939 – “Los campesinos”
- 1940 – “Nuevo horizonte”
- 1947 – “Fatali Khan”
- 1956 – “Las piedras negras”
- 1960 – “Mañana”
- 1963 – “¿Dónde está Ahmed?”
- 1974 – “Aghasadig Garaybayli”

## Premios y títulos
- 1935 - Artista de Honor de la RSS de Azerbaiyán
- 1943 – Artista del pueblo de la RSS de Azerbaiyán
- 1945 – Medalla por la Defensa del Cáucaso
- 1946 – Medalla por el trabajo valiente en la Gran Guerra Patria 1941-1945
- 1949;1959 – Orden de la Bandera Roja del Trabajo